# 朗達 (英國國會選區)
朗達（英語：Rhondda），英國國會一郡選區，同時是威爾斯議會選區，包括威爾斯東南部朗達卡農塔夫郡級自治市西部。始設於1885年，1918年分為兩區，1974年恢復。
本區自恢復以來一直支持工黨。克里斯·布萊恩在2010年大選中以55.3%選票勝出該區，自2001年起二度連任。